# Sablatnig C I
Die Sablatnig C I war ein deutsches Militärflugzeug des Ersten Weltkriegs und die erste von Beginn an als reines Landflugzeug mit Radfahrwerk ausgelegte Konstruktion der Sablatnig-Flugzeugbau GmbH.

## Entwicklung
Im Jahr 1917 forderte die Idflieg Sablatnig zur Entwicklung eines Aufklärungsflugzeugs auf. Für den darauf entworfenen zweistieligen Doppeldecker mit Sperrholzrumpf und stoffbespannten Tragflächen, firmenintern als LF 1 (für Landflugzeug) bezeichnet, zeichneten Josef Sablatnig und Hans Seehase verantwortlich. Es entstanden zwei als C I benannte Prototypen, die die Militärnummern 7700/17 und 7702/17 erhielten. Die Nummer 7700/17 wurde nach der Vollendung an die DVL in Adlershof übergeben und deren Abnahme am 31. August 1917 abgeschlossen. Zwischenzeitlich war der Entwicklungsauftrag aber von einem Aufklärer zu einem Nachtbomber geändert worden. Kurzerhand deklarierte Sablatnig die C I Nummer 7700/17 nach geringfügigen Änderungen zum Nachtbomber um und organisierte in Adlershof ein Vergleichsfliegen mit einem SF-5-Schwimmerflugzeug, das versuchsweise ein Radfahrwerk erhalten hatte. Das als B I geflogene Flugzeug beförderte mit einem um 30 PS schwächeren Bz-III-Triebwerk eine höhere Zuladung von etwa 100 kg und erreichte eine um 3 km/h höhere Geschwindigkeit als die C I. Die anschließende Abnahme der C I als N I C durch die DVL bescheinigte dem Typ trotzdem einfache Bedienbarkeit und gute Eigenschaften bei Gleitflug und Landung sowie eine Eignung als Nachtbomber. Der als Reaktion erteilte weitere Auftrag der Idflieg führte zur Schaffung der N I mit einem stärkeren Antrieb Bz IV.

## Technische Daten
| Kenngröße             | Daten (als Aufklärer)                                                                | Daten (als Nachtbomber)                                                              |
| --------------------- | ------------------------------------------------------------------------------------ | ------------------------------------------------------------------------------------ |
| Besatzung             | 2                                                                                    | 2                                                                                    |
| Spannweite            | 15,82 m (oben) 15,18 m (unten)                                                       | 15,82 m (oben) 15,18 m (unten)                                                       |
| Länge                 | 8,70 m                                                                               | 8,70 m                                                                               |
| Flügelfläche          | 51,04 m²                                                                             | 51,04 m²                                                                             |
| Flächenbelastung      | 32,7 kg/m²                                                                           | 30,95 kg/m²                                                                          |
| Leistungsbelastung    | 9,3 kg/PS                                                                            | 9,18 kg/PS                                                                           |
| Leermasse             | 970 kg                                                                               | 970 kg                                                                               |
| Zuladung              | 700 kg                                                                               | 597,34 kg                                                                            |
| Startmasse            | 1670 kg                                                                              | 1568 kg                                                                              |
| Antrieb               | ein wassergekühlter Sechszylinder-Reihenmotor mit starrer Zweiblatt-Holzluftschraube | ein wassergekühlter Sechszylinder-Reihenmotor mit starrer Zweiblatt-Holzluftschraube |
| Typ, Startleistung    | Argus As III, 180 PS (132 kW) bei 1400/min                                           | Argus As III, 180 PS (132 kW) bei 1400/min                                           |
| Höchstgeschwindigkeit | 120 km/h                                                                             | 134 km/h                                                                             |
| Bewaffnung            | ein bewegliches MG                                                                   | ein bewegliches MG                                                                   |
| Abwurfmunition        | je zwei 50-kg-Bomben unter dem Rumpf und pro Tragfläche (300 kg)                     | je zwei 50-kg-Bomben unter dem Rumpf und pro Tragfläche (300 kg)                     |